# Vavrinite
La vavrinite (ou vavřínite) est un minéral de la classe des sulfures. Il a été nommé en l'honneur d'Ivan Vavřín (1937-), chimiste analytique de la Commission géologique Tchèque et l'un des découvreurs du minéral, en reconnaissance de ses recherches sur les minéraux de tellure et des contributions significatives à la recherche sur les gisements de sulfures de cuivre et de nickel.

## Caractéristiques
La vavrinite est un antimonio-tellurure de nickel de formule chimique Ni2SbTe2. Elle a été approuvée comme espèce valide par l'Association internationale de minéralogie en 2005. Elle cristallise dans le système hexagonal. Elle appartient au groupe de la nickéline.

## Classification
Selon la classification de Nickel-Strunz, la vavrinite appartient à "02.C - Sulfures métalliques, M:S = 1:1 (et similaires), avec Ni, Fe, Co, PGE, etc." avec les minéraux suivants : achavalite, breithauptite, fréboldite, kotulskite, langisite, nickéline, sederholmite, sobolevskite, stumpflite, sudburyite, jaipurite, zlatogorite, pyrrhotite, smithite, troïlite, chérépanovite, modderite, ruthénarsénite, westerveldite, millérite, mäkinenite, mackinawite, hexatestibiopanickélite, braggite et coopérite et vysotskite.

## Formation et gisements
Elle a été découverte à Kunratice, une prospection d'uranium abandonnée durant l'ère soviétique, située à Šluknov dans la région d'Ústí nad Labem, en Tchéquie. C'est le seul endroit du monde où cette espèce minérale a été décrite de manière correcte, bien qu'elle ait été mentionnée sans confirmation de sa présence dans le sud-ouest de la Chine et dans le comté de Chester, en Pennsylvanie (États-Unis).